# Cangola
Cangola (o també Alto Cauale) és un municipi de la província de Uíge. Té una extensió de 3.062 km² i 52.004 habitants. Comprèn les comunes de Bengo, Cangola i Kaiongo. Limita al nord amb Sanza Pombo, a l'est amb Massango, al sud amb Calandula, i a l'oest amb Camabatela, Negage i Puri.
Va ser una de les primeres localitats atacades per la União das Populaçoes de Angola (des de 1962 FNLA) a la primavera de 1961, començant la guerra colonial portuguesa (1961-1975) a Angola.

## Personatges il·lustres
- Almeida Kanda, bisbe de Ndalantado.